# Sanni
Sanni Mari Elina Kurkisuo (Lohja, 26 maggio 1993) è una cantante, compositrice e attrice finlandese.

## Carriera
Sanni Kurkisuo pubblicò il suo primo album, Sotke mut, il 20 ottobre 2013, da cui vennero estratti cinque singoli: Prinsessoja ja astronautteja, Jos mä on oikee, Me ei olla enää me, Dementia e Hakuna matata.
Sanni pubblicò il suo secondo album, Lelu, il  24 aprile 2015. Il primo singolo dell'album, 2080-luvulla, è stato pubblicato il 13 febbraio 2015, mentre il secondo singolo, Pojat, è stato pubblicato nel maggio 2015.
Il 7 ottobre 2016 venne pubblicato il terzo album di studio, Sanni, contenente i tre singoli precedentemente pubblicati: Että mitähän vittua, Vahinko e Oo se kun oot.

## Discografia
- 2013 - Sotke mut
- 2015 - Lelu
- 2016 - Sanni
- 2019 - Trippi
- 2022 - Kesken

## Premi e riconoscimenti

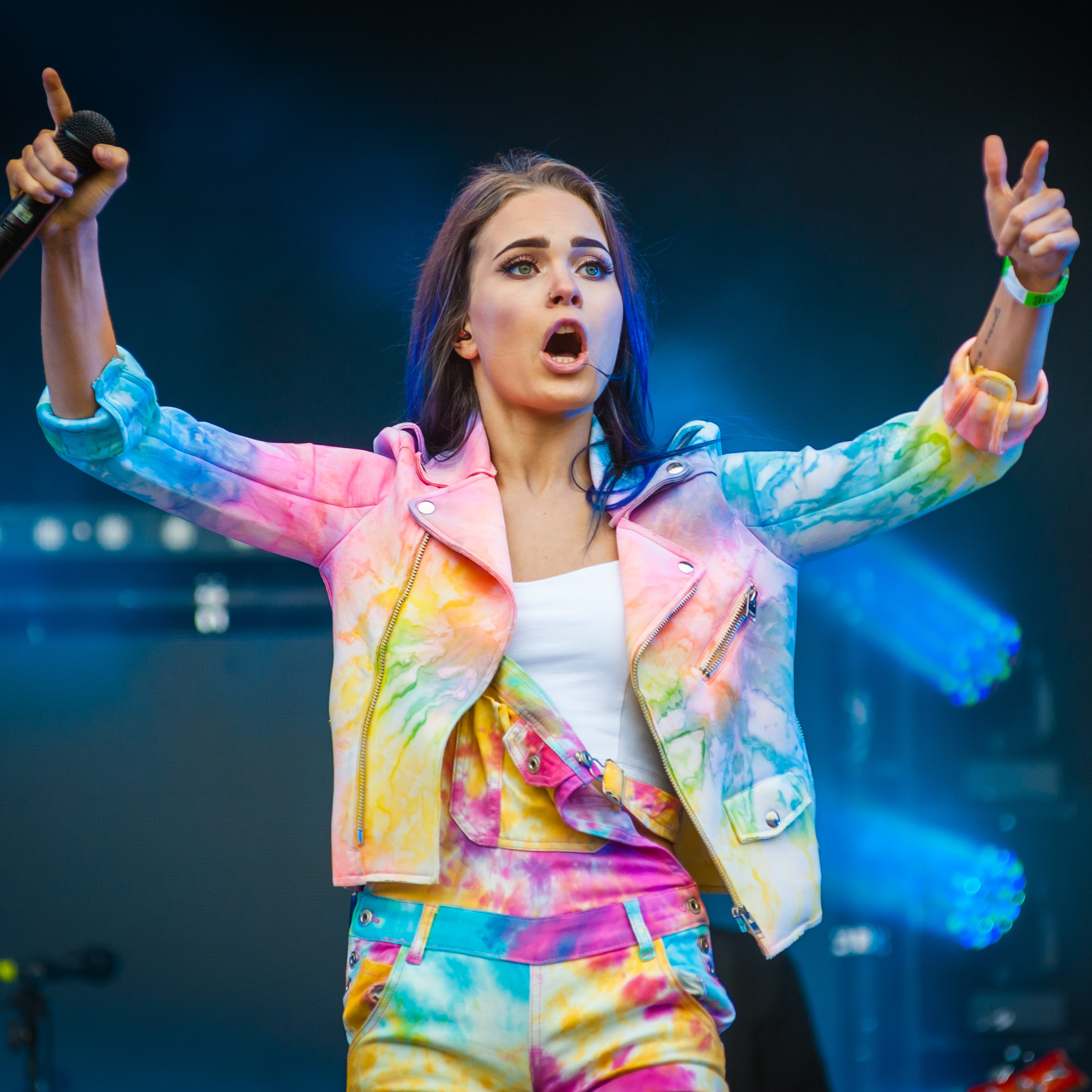
Sanni al Ilosaarirock 2016

| Anno | Cerimonia               | Categoria                                     | Nomination | Risultato   |
| ---- | ----------------------- | --------------------------------------------- | ---------- | ----------- |
| 2018 | MTV Europe Music Awards | Miglior artista finlandese (Best Finnish Act) | Sanni      | Candidato/a |